# Llista d'autopistes de Luxemburg

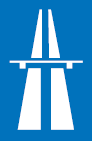
Símbol de les autopistes de Luxemburg

Hi ha sis autopistes a Luxemburg, que formen la columna vertebral de la infraestructura de carreteres a Luxemburg. Cinc d'elles s'estenen radialment des de la Ciutat de Luxemburg, centre de la xarxa de transport del país.
Les sis autopistes tenen una longitud total de 147 quilòmetres (91 milles). El límit de velocitat és de 130 km/h (81 mph), amb reducció a 110 km/h (68 mph) durant pluja.

## Llista de les autopieste
| Autopista | Longitud | Principi            | Via                                       | Fi                  | Ruta Europea |
| --------- | -------- | ------------------- | ----------------------------------------- | ------------------- | ------------ |
| A1        | 36,2 km  | Ciutat de Luxemburg | Senningerberg - Flaxweiler - Wasserbillig | Alemanya (A64)      | E44          |
| A3        | 13,3 km  | Ciutat de Luxemburg | Bettembourg - Dudelange                   | França (A31)        |              |
| A4        | 16,3 km  | Ciutat de Luxemburg | Leudelange                                | Esch-sur-Alzette    |              |
| A6        | 20,8 km  | Bèlgica (A4)        | Steinfort - Capellen - Strassen           | Ciutat de Luxemburg | E25          |
| A7        | 31,5 km  | Ciutat de Luxemburg | Mersch - Ettelbruck - Erpeldange          | Clervaux            |              |
| A13       | 42,3 km  | Pétange             | Bettembourg - Schengen                    | Alemanya (A8)       | E29          |